# The Angel and the Gambler
The Angel and the Gambler es un sencillo de Iron Maiden del álbum Virtual XI, lanzado en 1998. Fue lanzado dos semanas antes de que Virtual XI, llegara a las tiendas.

## Sinopsis
Es el primer sencillo de Iron Maiden para ofrecer un vídeo como un B-side. Los sencillos incluyen dos pistas de audio grabadas en vivo en Kåren, Gotemburgo, Suecia. En 1995 sobre la gira "The X Factour" en apoyo del álbum The X Factor.
Para apoyar el sencillo con más airplay, la banda también lanzó un vídeo musical, que contó con la versión corta de la canción. En un casi un Star Wars de la moda, el vídeo cuenta con un completo gama de imágenes generadas por ordenador, acerca de un mundo lleno de extraterrestres de calidad variable. El concepto para el vídeo, en especial Blaze caminar en el bar con un sombrero de color marrón y una chaqueta larga fueron tomados del arte conceptual diseñada para el álbum Somewhere in Time, en concreto el sencillo "Stranger in a Strange Land".
El sencillo fue lanzado en cuatro partes: La parte del CD 1 contiene un cartel, con la "Virtual XI Fixture List 1998" por un lado y la banda posando en indumentaria de fútbol de soltero con algunos de sus jugadores favoritos en el otro lado. La parte del CD 2 contiene tres tarjetas de dos caras con los músicos posando en indumentaria de fútbol Maiden y también tiene una versión abreviada de "The Angel and the Gambler". El tercero fue un 7 "picture disc y el cuarto era un CD maxisencillo con dos canciones en vivo B-side en el mismo. El disco de imagen y maxisencillo-ambos tenían la versión editada de la canción.

## Lado B
El 7" picture disc tenía "Blood on the Worlds Manos" en vivo; El CD 1 contiene "Blood On The Worlds Hands" y también el vídeo "Afraid to Shoot Strangers", el CD 2 contiene "The Aftermat" en vivo y el vídeo de "Man on the Edge", el maxi-sencillo tuvo tantas pistas en vivo, Pero solamaente el B-side contiene el vídeo de "Afraid to Shoot Strangers" por alguna razón.

## Pistas
| 7" picture disc |                                                                                      |          |  |
| N.º             | Título                                                                               | Duración |  |
| 1.              | «The Angel & The Gambler» (versión editada)                                          | 6:05     |  |
| 2.              | «Hallowed Be Thy Name» (En vivo - Karen, Gothenburg, Suecia. 1 de noviembre de 1995) | 6:07     |  |
| 12:12           |                                                                                      |          |  |

| CD parte 1 |                                                                                            |          |  |
| N.º        | Título                                                                                     | Duración |  |
| 1.         | «The Angel & the Gambler» (Versión completa del álbum)                                     | 9:51     |  |
| 2.         | «Blood on the World's Hands» (En vivo - Karen, Gothenburg, Suecia. 1 de noviembre de 1995) | 6:07     |  |
| 3.         | «Afraid to Shoot Strangers» (Vídeo en vivo)                                                | 6:52     |  |
| 22:10      |                                                                                            |          |  |

| CD parte 2 |                                                                               |          |  |
| N.º        | Título                                                                        | Duración |  |
| 1.         | «The Angel & the Gambler» (versión editada)                                   | 6:05     |  |
| 2.         | «The Aftermath» (En vivo - Karen, Gothenburg, Suecia. 1 de noviembre de 1995) | 6:41     |  |
| 3.         | «Man on the Edge» (vídeo en vivo)                                             | 4:11     |  |
| 22:10      |                                                                               |          |  |

| CD Maxisencillo |                                                                                            |          |  |
| N.º             | Título                                                                                     | Duración |  |
| 1.              | «The Angel & the Gambler» (versión editada)                                                | 6:05     |  |
| 2.              | «Blood on the World's Hands» (En vivo - Karen, Gothenburg, Suecia. 1 de noviembre de 1995) | 6:41     |  |
| 3.              | «The Aftermath» (En vivo - Karen, Gothenburg, Suecia. 1 de noviembre de 1995)              | 6:41     |  |
| 4.              | «Afraid to Shoot Strangers» (Vídeo en vivo)                                                | 6:52     |  |
| 22:10           |                                                                                            |          |  |

## Créditos
- Blaze Bayley – Canto
- Dave Murray – Guitarra
- Janick Gers – Guitarra, coros
- Steve Harris – Bajo eléctrico, coros
- Nicko McBrain – Batería

## Posicionamiento
| Listas (1998)         | Posiciones |
| --------------------- | ---------- |
| Dutch Singles Chart   | 52         |
| Finnish Singles Chart | 3          |
| German Singles Chart  | 61         |
| Swedish Singles Chart | 29         |
| UK Singles Chart      | 18         |